# Рябова Анастасія Віталіївна
Анастасія Віталіївна Рябова (1985, Москва) - російський художник, куратор. Лауреат премії Кандинського (2011, Номінація "Медіа-арт. Проект року"), лауреат премії "Соратник". Автор архіву приватних колекцій художників Artists' Private Collections (2010-н.в.). У 2015 році входить до списку перспективних молодих художників Росії за версією Forbes
, а в 2017 році в ТОП 100 молодих авторів за версією InArt.

## Біографія
Народилася в 1985 році в Москві. Творець "Artists' Private Collections" — інтернет-архіву творів сучасного мистецтва з приватних колекцій художників. Проект сайту "Artists' Private Collections" був здійснений за початкової фінансової підтримки Фонду "Вікторія" та Фонду Сандретто Ре Ребауденго в рамках російсько-італійської виставки "Модернікон". Одна з авторів проекту megazine.biz, інтернет-магазину, де нічого не можна купити (всі товари намальовані художниками Олексієм Булдаковим, Олександрою Галкіною, Алісою Йоффе, Жанною Кадировою, Віктором Макаровим, Оленою Мартиновою, Максимом Рогановим, Анастасією Рябовою, Давидом Тер-Оганьяном і Ольгою Чтак).
З ініціативи Анастасії Рябової та Олексія Булдакова в 2011 році був запущений проект «Агентство Супостат», «ініціатива художників, теоретиків і журналістів щодо створення і розробки платформи, спрямованої на вивчення, аналіз і розвиток художнього середовища, в якому ми працюємо».
У 2011 році двічі номінувалася на премію Кандинського. На приз молодому художнику року Анастасія Рябова виставила пластичну роботу "де твій прапор, чувак?", а на приз "Проект року в галузі медіаарта" — свій ні-арт-проект "Artists' Private Collections". У підсумку художниця перемогла у другій номінації і стала єдиною жінкою, яка отримала премію Кандинського в номінації "Проект року в галузі медіаарта". З наступного року медіаномінація була скасована, так що Анастасія Рябова виявилася ще й останньою, хто її виграв.
У тому ж 2011 році кількома місяцями раніше художниця стала ще й лауреатом премії» Соратник", посівши третє (призове) місце.
У 2011 році здійснила проект "Artists' Ride Space", влаштувавши на власному велосипеді, в невеликому "віконечку" під кермом, Художню галерею однієї роботи. Протягом року там експонувалися роботи Аліси Йоффе, Олексія Булдакова, Валерія Чтака та інших художників.
В 2012 рік у за підтримки фонду «Вікторія» ініціювала проект «Президія хибних калькуляцій». Виставка проходила в нестандартному для Москви місці - в Музеї підприємців, меценатів та благодійників.

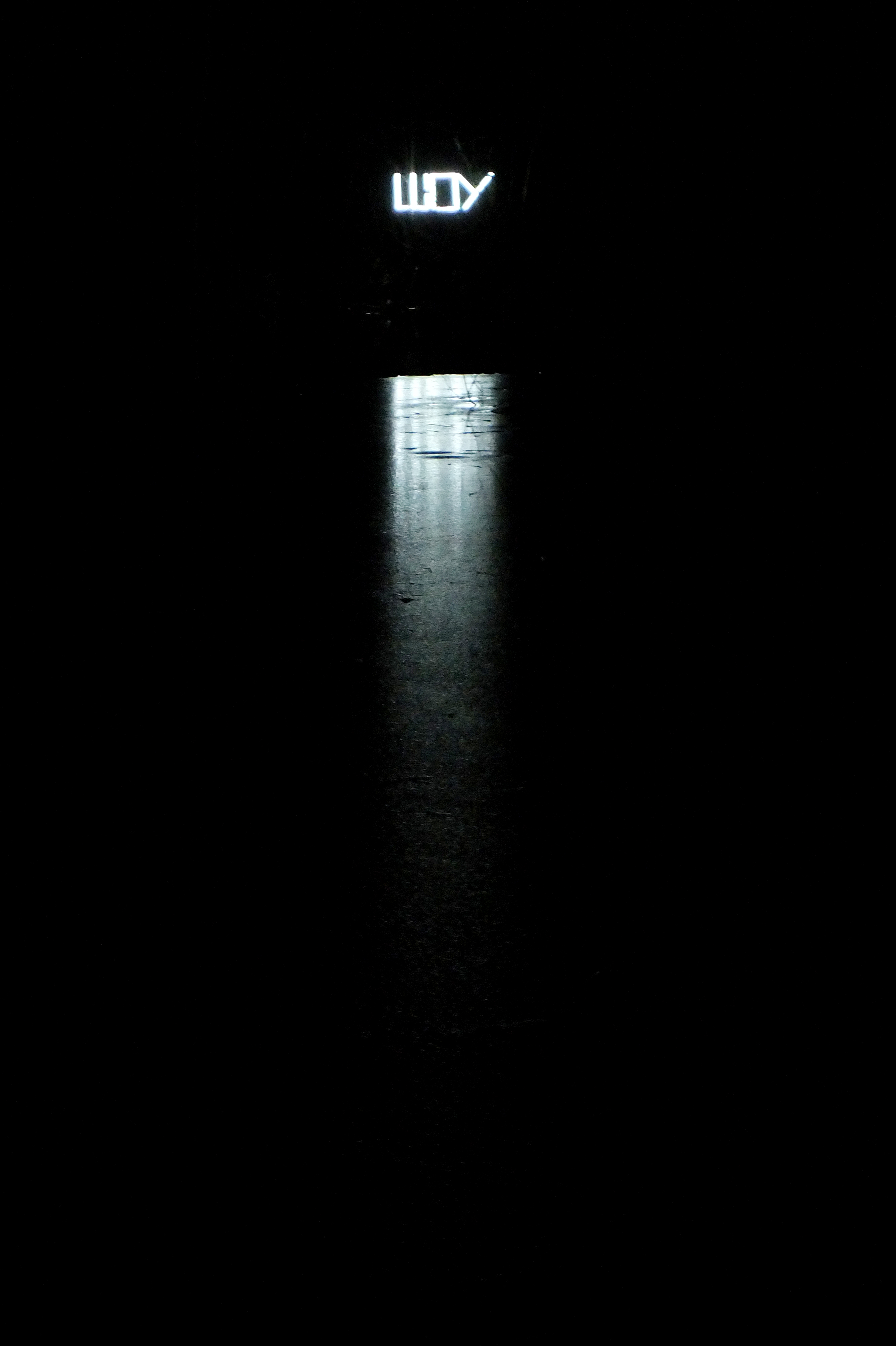
Движение Ночь «ШОУ». 2019

В 2015 рік у спільно з художницею Варварою Геворгізовой створює «Рух Ніч», що представляє собою серію подій в жанрі реляційної естетики. Будучи добровільною організаційної мережею, модерується його засновниця, «Рух Ніч» це особливо організований процес, зрежисований з того чи іншого сценарію.
|                                | Вночі відбувається все найважливіше. Вдень працюють виставки та галереї, ввечері проходять концерти і перформанси, а ніч - це справжнє час, коли мистецтво починає працювати по-справжньому. Ніч - це ще й метафора виключення з рутинної повсякденності, коли зупиняється основний механізм капіталістичних відносин. Рух Ніч - це мета-інституція, яка працює поза місцем і дії, і тільки час має значення. |
| — Юрій Юркін, журнал aroundart | |

За час існування «Руху Ніч» було вироблено вже більше 30 подій, як в Росії, так і за кордоном, як в музеях, так і на незалежних майданчиках.
2021 Автор геометричній прогулянки Н³ фонду V-A-C для проекту «Музейній четвірки».

## Виставка

### Персональні виставки
- 2021 — «JDOO ILI DOO» (совм. з Марианной Абовян), Інститут Горючих Викопних, Москва[15]
- 2020 — «Discord Show / Стікер паки». «Працюй Більше! Відпочивай Більше! », Online, Мінськ[16]
- 2019 — «Плюс». Галерея FFTH, Санкт-Петербург[17]
- 2018 — «Твоїм вранці в мою ніч», ЦСМ Зоря, Владивосток[18]
- 2017 — «Іриска і цукерочка на вістрі боротьби або де знайти чотири помилки?», Фонд Володимира Смирнова і Костянтина Сорокіна, Москва[19]
- 2016 — «Candy and toffee on the edge of feud or where to find four mistakes?», Academy of Fine Arts, Tasku-galleria Näyttely, Гельсінкі [20]
- 2015 — «Інвентар зворотного руху», Кураторська майстерня «Трикутник», Москва
- 2013 — «Зоряний Тунель», Галерея «Банку», Москва
- 2011 — «Мільярд» (совм. з А. Булдаковим), Культурний центр «Арт-Пропаганда», Самара[21]
- 2011 — artistsprivatecollections.org (в рамках проекту «Дзига»), ARCOmadrid 2011, Мадрид[22][23]
- 2010 — «Річний звіт», В рамках паралельної програми арт-ярмарки COSMOSCOW, Москва
- 2010 — «It Works!», Brown Stripe Gallery, Москва
- 2009 — «TrolleyTram & Transp!» (совм. з М. Роганової), LabGarage Gallery, Київ
- 2006 — «Crowds of angry cunts», FABRIKA Project, Москва

### Колективні виставки
2021
- «Салют», майстерня Фонду підтримки сучасного мистецтва "СФЕРА", Москва

2020
- «Неоінфантілізм», ДК Громов, Санкт-Петербург
- Аукціон «Рятуй», Інклюзивний Культурний центр «Тверська 15», Москва [24]
- VII Московська міжнародна бієнале молодого мистецтва, Проект-платформа "Група підтримки", Арт-Центр Cube.Moscow, Москва

2019
- «Інфографія», Cube.Moscow, Москва[25]

2016
- VII Тематична Експозиція, Московський музей сучасного мистецтва, Москва[26]

2015
- «Метагеографии. Простір - образ - дія », Третьяковська галерея, Москва[27]
- «Vertical Reach», Artspace, Нью-Хейвен

2014
- «Референдум щодо виходу зі складу людства», Teatr Powszechny, Варшава[28]

2012
- «Відповідальний за наклад», Центр візуальної культури, Київ[29][30]
- «Шосе Ентузіастів», Палац Каза деї Тре Очі, Венеція[31]
- «Тиша - це смерть», «Artplay», Москва[32]
- «Президія хибних калькуляцій», Музей підприємців, меценатів та благодійників, Москва[33][34][35]
- «Вип'ємо за революцію», Family Business, Нью-Йорк[36]
- «Connected by art», Художній музей Шверина, Шверін

2011
- «Медіа Удар», «Artplay», Москва[37]
- «Модернікон», Палац Каза деї Тре Очі, Венеція[38][39]
- «Фантомні монументи», ЦСК «Центр сучасної культури Гараж», Москва[40][41]

2010
- «Модернікон», Фонд Сандретто Ре Ребауденго, Турин[42][43]
- «Перевірка на міцність», XL Галерея, в рамках бієнале «Стій! Хто йде? », «Винзавод», Москва[44]
- «Tape It», Центр сучасного мистецтва OUI, Гренобль[45][46]
- «MediaAct», Галерея Жир, Центр сучасного мистецтва «Винзавод»
- «Moscou dans la valise», Les Salaisons, Romainville, Франція

2009
- «REALLY?», 3rd Московська бієнале сучасного мистецтва, Artplay, Москва
- «Русский леттрізм», Центральний будинок художника, Москва

2008
- «Small art», Галерея Марата Гельмана, Москва

2007
- «Fest of illustrations», Московський музей сучасного мистецтва на Тверському бульварі, Москва

## Публікації
- Задачник (2013) - Співавтор і редактор брошури про місто і політичної математики[47]
- Введення в професію XXI століття (2017) - Співавтор[48]
- Політики малювання (2019) - Співавтор[49]

## Кураторські проекти
- 2012 - «Президія хибних калькуляцій». Музей підприємців, меценатів та благодійників, Москва[33][34][35].
- 2011 - «Artists 'Ride Space»

## Роботи знаходяться в зборах
- Газпромбанк, Москва
- Фонд V-A-C[ru], Москва
- Московський музей сучасного мистецтва, Москва
- ЦСМ Зоря, Владивосток